# Dómský pahorek
Dómský pahorek, také Dómský vrch, dříve také hora svatého Štěpána (latinsky Mons sancti Stephani), je pravobřežní labská vyvýšenina, která se nachází v historickém jádru města Litoměřice. Pod názvem Za nemocnicí je veden jako samostatná evidenční část města, jejíchž 13 adres má samostatnou řadu čísel popisných, katedrála i téměř všechny domy jsou chráněny jako kulturní památky České republiky.

## Historie

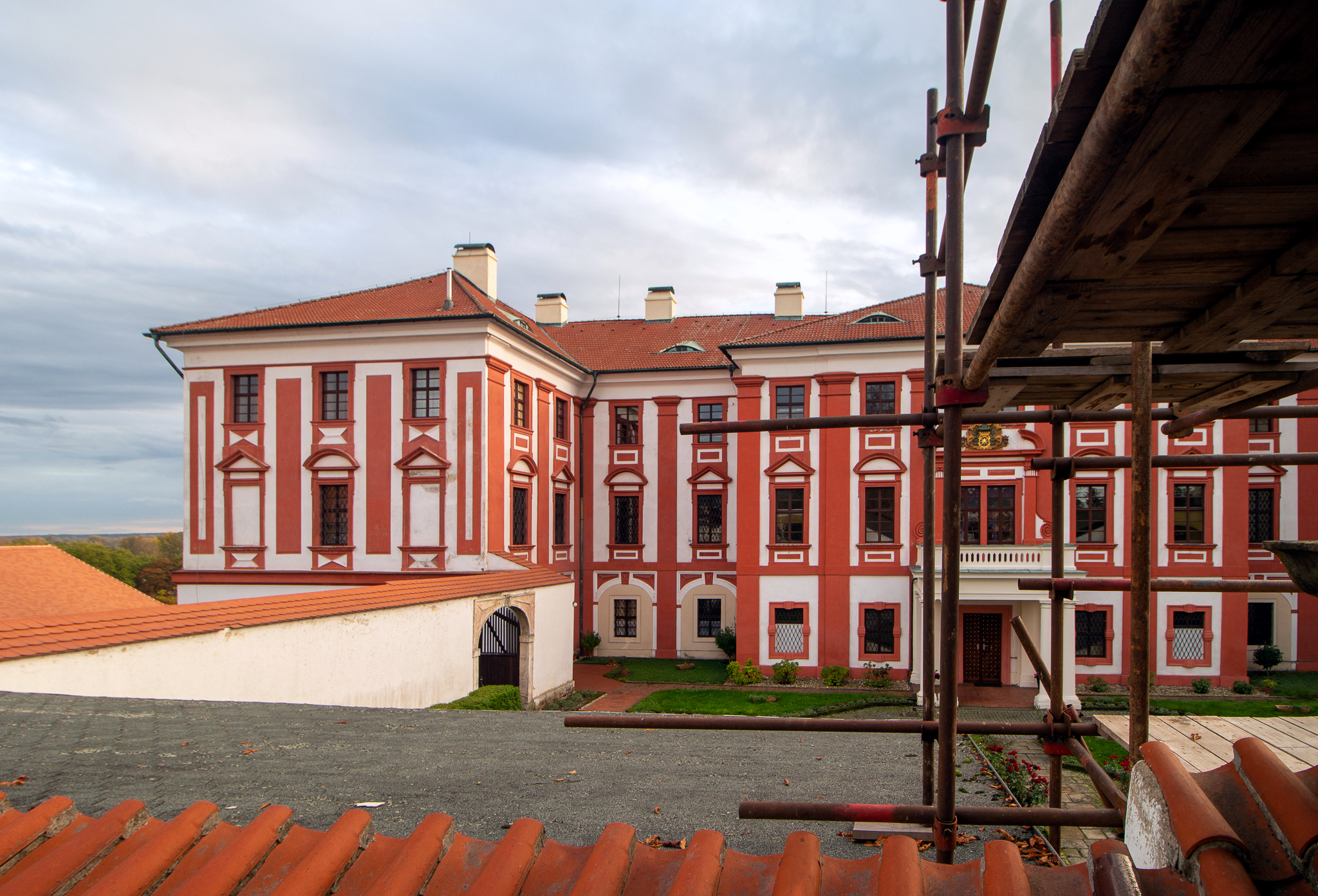
Biskupská rezidence

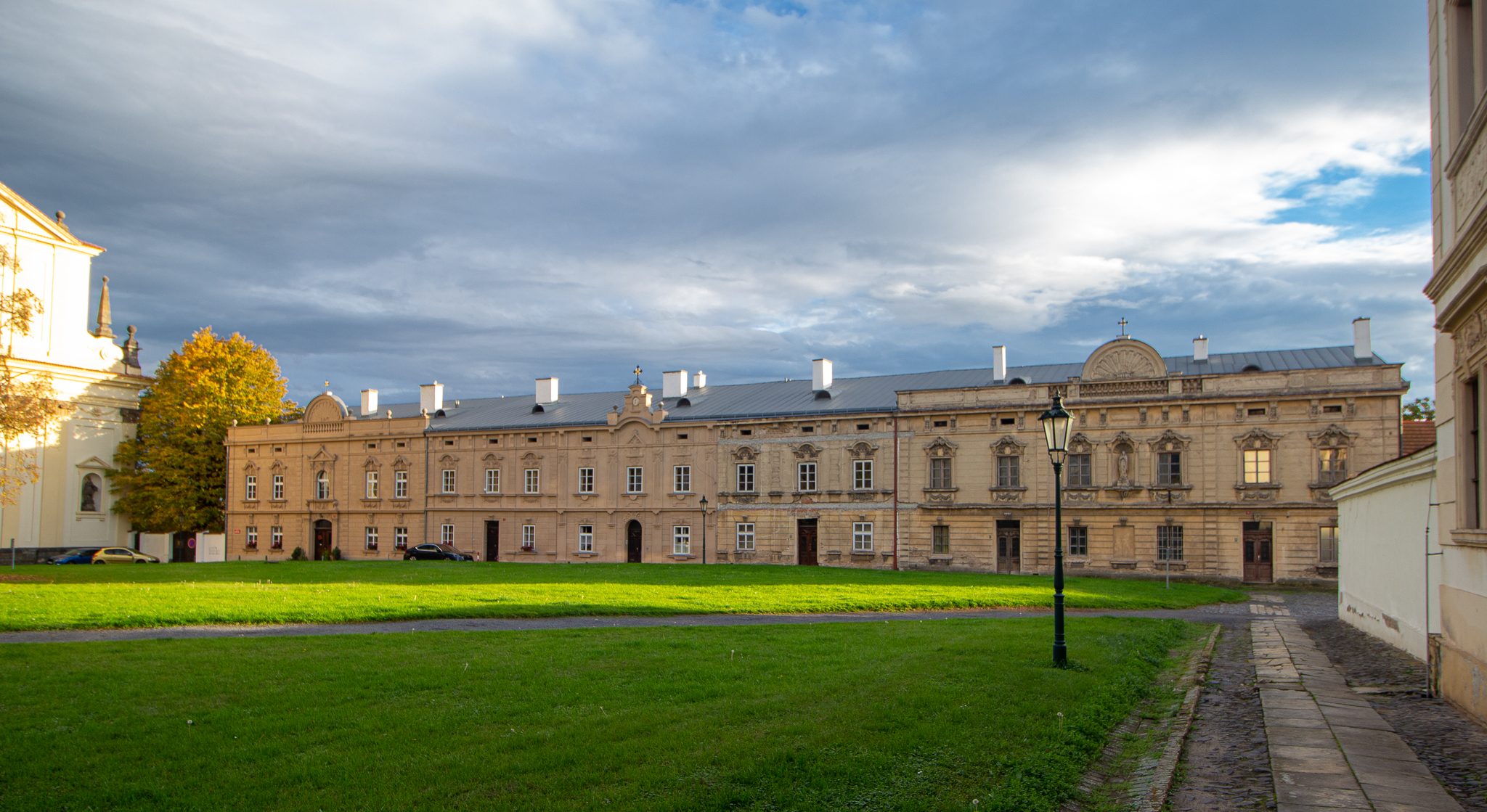
Kanovnické domy

Jedná se o místo o velikosti zhruba 6 hektarů, kde se původně nacházelo zdejší nejstarší osídlení, knížecí přemyslovské hradiště (starý hrad) je zde písemně doloženo od roku 1096, i když podle archeologických vykopávek, které zde proběhly v souvislosti s výstavbou nového hospice sv. Štěpána, bylo toto místo patrně trvale osídleno již ve starověku.
Litoměřická kapitula existuje od poloviny 11. století, kdy ji zde kolem roku 1057 spolu s románskou bazilikou založil kníže Spytihněv II. Bazilika, která stála na místě dnešní barokní katedrály sv. Štěpána, byla později goticky přestavována. Na místě někdejšího přemyslovského hradiště byl v roce 1384 vystavěn rybářský kostel sv. Jiří, který byl zbourán v roce 1876.
Severní a západní část někdejšího hradiště byla po jeho zániku připojena k městu Litoměřice. Zdejší osídlení pochází z let 1253 až 1262, v jeho středu se nachází chrám sv. Václava.
Krátce po vzniku litoměřického biskupství byl z popudu prvního biskupa Maxmilána Rudolfa Schleinitze ve východní části návrší v roce 1655 vytvořen uzavřený církevní areál o přibližné rozloze 3 hektarů. Areál byl vymezen přibližně 750 metrů dlouhou hradební zdí, ve které byly vystavěny tři brány. Hlavní brána pocházející z roku 1662 byla severní, ta zajišťuje vchod do areálu z města. Je na ní umístěn znak prvního litoměřického biskupa Maxmilána Rudolfa Schleinitze. Menší západní branka byla vystavěna v barokním stylu a východní brána v dnešní podobě pochází z roku 1808.

## Současnost

### Církevní areál
V dnešním římskokatolickém církevním areálu, jehož střed tvoří Dómské náměstí, se nachází katedrála sv. Štěpána. Dále biskupská rezidence, v čp. 9 je kapitulní konzistoř, což je původní kněžský seminář pocházející z roku 1735 z dílny místního stavitele Octavia Broggia, dále také nové proboštství z roku 1886 a jih zdejšího areálu zabírají kanovnické domky v čp. 3 a kapitulní děkanství v čp. 4-8 pocházející z let 1674 až 1717. Vedle biskupské rezidenci je ohradní zeď. Ohradní zeď člení sokl a horní profilovaná římsa, nároží je opatřené lineární bosáží. Zeď uzavírá dvůr u jižního průčelí biskupského semináře.
Biskupská rezidence stojí na místě někdejších budov původní Spytihněvovy litoměřické kapituly pocházející z 11. století, ta zde byla postavena podle plánů Giulio Broggia v letech 1683 až 1701. Nachází se v ní kaple sv. Vavřince s malbami Františka Kučery a Kryštofa Viléma Tietzeho a v přízemí je kaple zasvěcená Boží lásce. V přízemí biskupské rezidence se také nalézá velká knihovna pocházející z konce 18. století. Byla zde zřízena z iniciativy biskupa Emanuela Arnošta z Valdštejna. V prvním patře se nachází velký trůnní sál s nástropními freskami. Objekt dnes slouží jako reprezentační sídlo litoměřických biskupů.

### Další objekty
V Zahradnické ulici sídlí místní Farní charita Litoměřice a kousek dál v západním sousedství církevního areálu na místě bývalého areálu Městské nemocnice Litoměřice, na Rybářském náměstí byl v roce 2001 vystavěn hospic sv. Štěpána se stejnojmennou kaplí. Z původní nemocnice byla do novostavby hospice začleněna pouze jedna starší budova, kde dříve bylo oddělení porodnice. Ve Svatojiřské ulici je i budova bývalého OÚNZ, kterou dnes využívá soukromá společnost. V těsném sousedství hospicu se nachází nová služebna městské policie a domov pro seniory provozovaný Diecézní charitou Litoměřice.
Nedaleko od katedrály na východním svahu pahorku se nachází moderní modlitebna církve Adventistů sedmého dne. Naproti ní přes ulici stojí dům, v němž pobýval a zemřel český básník Karel Hynek Mácha, který zde má zřízenu pamětní světničku.